# Palmira
|  | Aquest article tracta sobre la ciutat de Síria. Vegeu-ne altres significats a «Palmira (desambiguació)». |

Palmira (àrab: تدمر, Tadmur; hebreu: תַּדְמֹר, Tadmor‎; grec antic: Παλμύρα; llatí: Palmyra; el seu significat és ‘Palma’ o ‘Ciutat de les Palmeres’) fou una important ciutat de Síria en un oasi a l'interior del país ben regat per nombrosos rierols, a 215 km al nord-est de Damasc i 180 km al sud-oest de l'Eufrates, a Deir al-Zor. Fou capital de l'anomenat Imperi de Palmira.
Està inscrit a la llista del Patrimoni de la Humanitat de la UNESCO des del 1980, i a la llista del Patrimoni de la Humanitat en perill des del 2013. Les construccions històriques que romanien en peus van ser dinamitades per l'Estat Islàmic en 2015.

## Història

### Orígens
Fou construïda vers el segle x aC i, segons les fonts bíbliques (I Reis, 9, 18; II Cròniques 8,4), hi va participar el rei Salomó. Fou un centre de caravanes, part de la ruta de la seda, i nus comercial, que va adquirir més importància després de l'annexió de Síria a Roma el 64 aC, amb el desenvolupament del comerç entre les ciutats fenícies i Damasc d'un costat i la zona de l'Eufrates. La ciutat no fou ocupada pels selèucides i, de fet, va esdevenir independent; tampoc no fou inclosa a la província de Síria, sinó que va conservar la seva independència, encara que aliada a Roma. Marc Antoni la va saquejar al·legant la seva política vacil·lant, però es va veure frustrat en el seu intent perquè els habitants es van emportar els seus déus i riqueses més enllà de l'Eufrates abans de la seva arribada. Sota Tiberi, fou incorporada a la província de Síria com a ciutat lliure.
Va formar un estat coixí nòmada entre Roma i els parts. A l'època de Caracal·la, és esmentada com a colònia i Ulpià diu que tenia dret italià (ius italicum). En una inscripció, s'esmenta l'ajut de la ciutat a l'emperador Alexandre Sever (222-235) en la seva guerra contra els perses.

### Imperi Romà
Durant l'Imperi Romà, Palmira fou el centre administratiu del districte de Palmirene.
L'emperador Valerià I va nomenar el cap local de Palmira, Septimi Odenat, governador de la província de Síria; el 260, Valerià fou capturat i executat pels sassànides. El 261, Macrià Major fou derrotat per les forces de Galiè, col·lega de Valerià, a Il·líria, i es va suïcidar; Quiet, col·lega de Macrià, que governava Orient, va fugir a Palmira i Odenat no va tardar a ordenar la seva execució. Llavors, va fer una campanya contra els perses als quals va derrotar expulsant-los de Síria i Mesopotàmia, i va arribar fins a Ctesifont (262). En agraïment, Galiè el va nomenar governador de Síria i Mesopotàmia i el va associar a l'imperi amb el títol d'august d'Orient (263). El 264, Odenat va ocupar Nísibis i Carrhes i, el 265, va conquerir part d'Armènia i Capadòcia, que estaven en mans dels perses; el 266, va entrar a Emesa.
Assassinat Odenat pel seu nebot Meonius, va pujar al tron de Palmira la seva viuda, Zenòbia, com a regent del fill Vabalathus. Zenòbia es va revoltar contra Roma (268); amb l'ajut del literat Dionysius Cassius Longinus, es va apoderar de Bostra i va intentar conquerir Antioquia. És possible que arribés fins a Egipte, però en tot cas la seva dominació fou efímera (un mesos entre 269 i 270). Zenòbia, que ja havia estat l'ànima del govern del seu marit, va agafar el títol de reina de l'Est; va protegir literats (especialment, Longinus) i va portar Palmira al seu major grau de prosperitat. La reina deia ser descendent dels reis macedonis d'Egipte, però algunes històries diuen que era una dona jueva. El domini de Zenòbia es va estendre a tot Síria i Mesopotàmia. Claudi II, successor de Galiè, enfrontat als gots, li va reconèixer el domini oriental (270), però després Lluci Domici Aurelià va decidir posar fi a la seva dominació.
El 272, la va derrotar en dues batalles, l'una prop d'Antioquia i l'altra prop d'Emesa. Zenòbia es va retirar a Palmira i fou assetjada. Va demanar ajut als perses, que no li van enviar, i finalment va haver de fugir, però fou capturada a la vora de l'Eufrates per la cavalleria lleugera d'Aurelià. Coneguda la notícia, Palmira va capitular i fou tractada amb clemència, però Longinus i alguns dels principals ciutadans foren executats. Zenòbia va participar en el triomf de l'emperador, del qual després va esdevenir l'amant, i es va poder retirar a una vila a Tibur. Aurelià va deixar una guarnició a la ciutat de Palmira, però quan Aurelià havia creuat l'Hel·lespont la guarnició fou massacrada. Aurelià va haver de tornar, la va reconquerir i aquesta vegada la va castigar durament, ordenant executar tothom menys vells, dones i nens, però finalment va perdonar-ne a molts i va permetre reconstruir la ciutat, que havia estat destruïda després de l'assalt.

### Decadència
A partir de l'any 273, la ciutat va esdevenir un lloc insignificant. Va servir per un temps com a estació romana i Dioclecià en va restaurar alguns edificis i va fer unes muralles per defensar-la contra els perses. Abans del 400, la Primera Legió Il·lírica es va establir a la zona. Fou fortificada per Justinià I i, en el període romà d'Orient, es van construir algunes esglésies, però el control fou dels làkhmides. El 634, fou sotmesa per Khalid ibn al-Walid, però a l'any següent es va revoltar i fou conquerida per les armes el 635, i quedà definitivament la zona en mans dels àrabs. S'hi van establir els Banu Kalb. Va donar suport a la revolta de Sulayman ibn Hisham contra Marwan II el 744/745. En aquesta ocasió, els seus murs foren destruïts; poc temps després, la ciutat va estar implicada en un moviment sufyànida i antiabbàssida dirigit per Abu l-Ward al-Kilabi. Ja no va donar més a parlar durant segles. El 1157, un terratrèmol la va destruir i va esdevenir un llogaret al costat de les ruïnes.

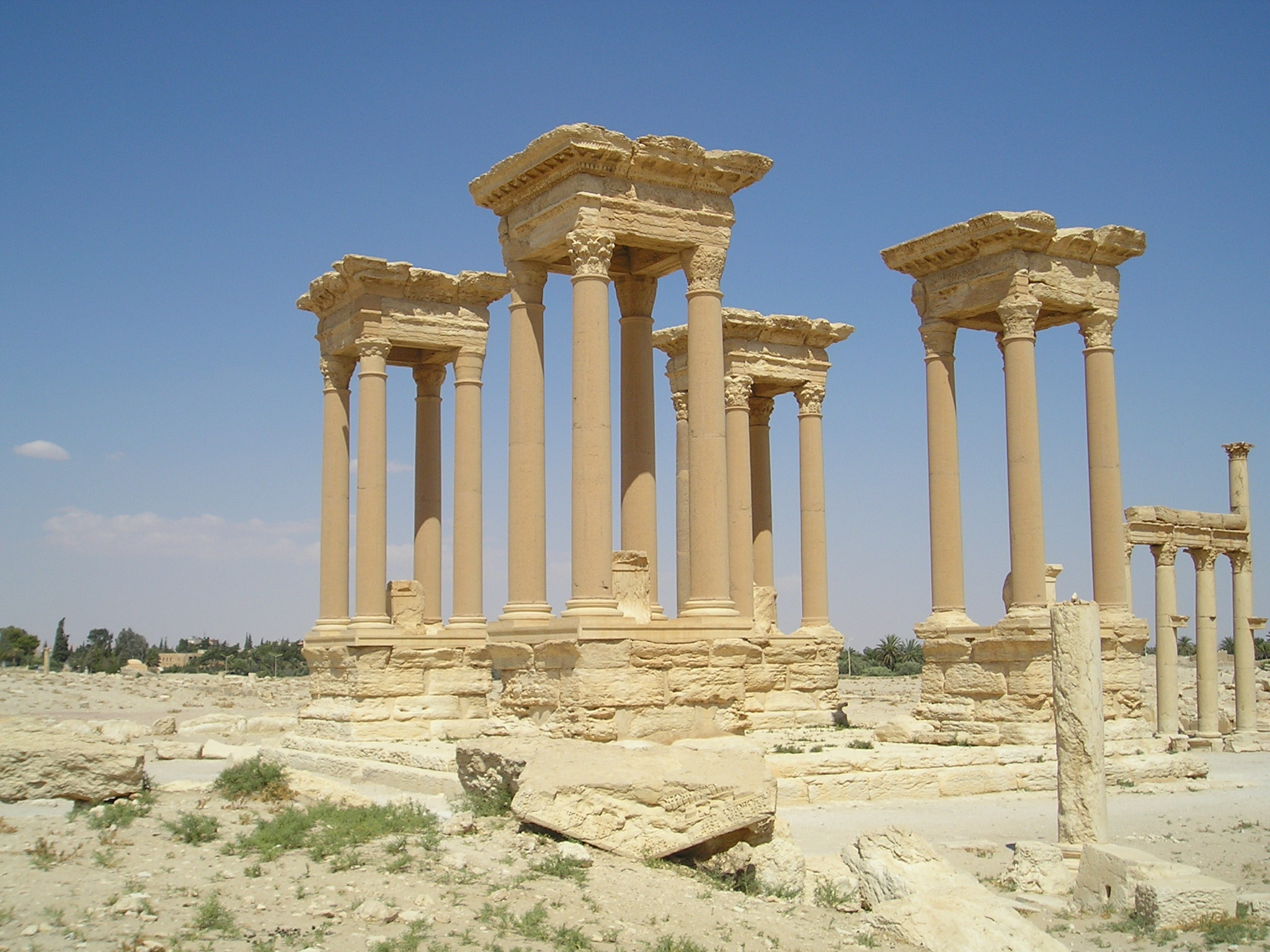
Tetrapiló a les ruines de Palmira

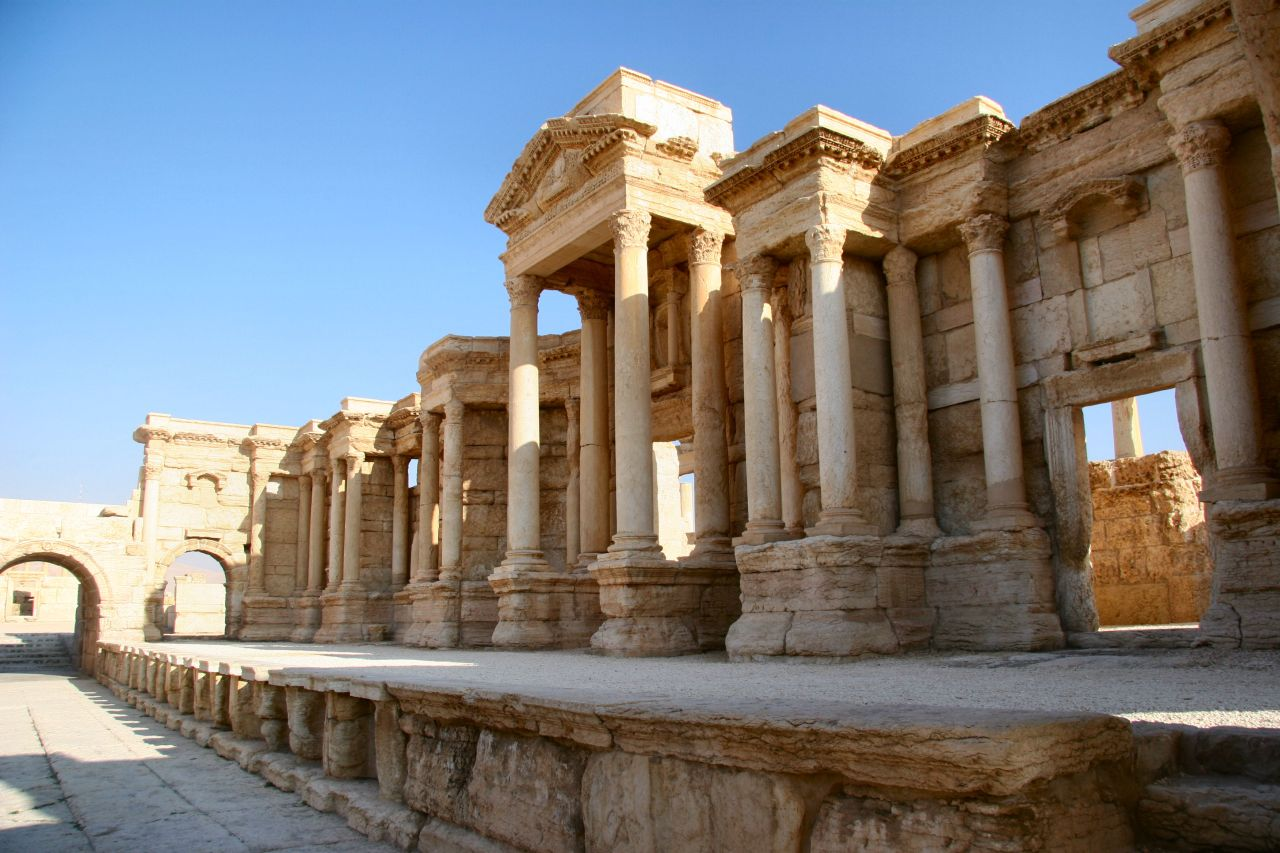
Teatre a les ruines de Palmira

Les ruïnes de Palmira són molt importants. Foren descobertes per mercaders anglesos d'Alep que les van explorar des del 1678, però foren atacats pels àrabs de la zona i van haver de retornar. Hi van tornar el 1691 amb millor èxit. El 1751, s'hi va fer una nova exploració dirigida per Wood i Dawkins i altre cop el 1816 per Irby i Mangles. Es tracta d'edificis i temples d'arquitectura coríntia, i en destaca el temple del Sol (d'arquitectura jònica).

## Sobirans de Palmira
- Hairan o Havian I
- Zenobi I
- Basum
- Malek I
- Malek II
- Zenobi II
- Odenat I
- Havian o Hairan II abans de 250-252
- Odenat II vers 252-267
- Vabalat 267-272 (Atenòdor)
- Zenòbia 267-272 (primer regent 267-268, després corregent 268-272)
- Antíoc 272

## Religió a Palmira

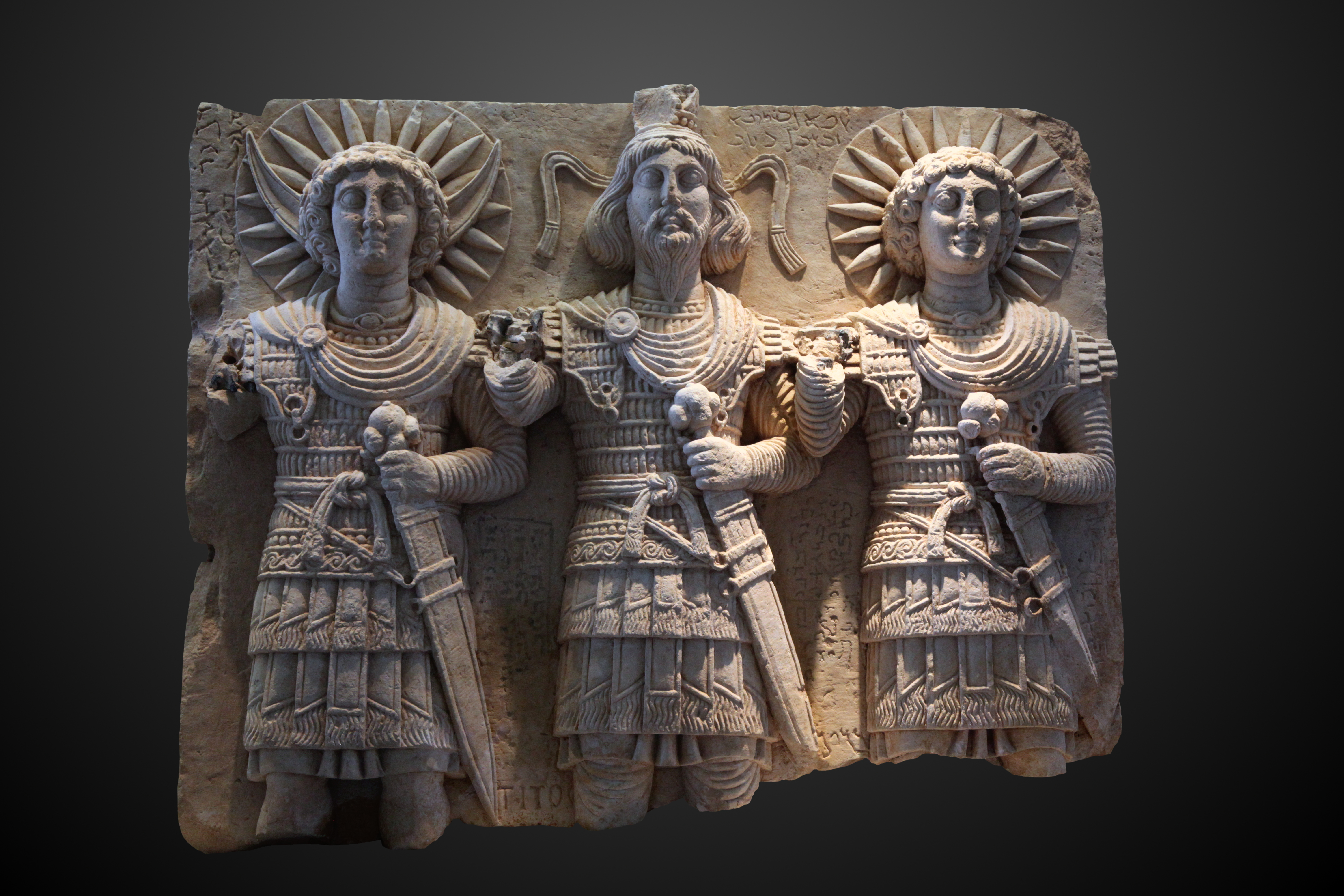
Relleu de tres déus principals de Palmira d'aparença humana, Baalshamin (centre), Aglibol (esquerra) i Malakbel (dreta).

Com a cruïlla de camins i influències, reflectides a través de les seves rutes comercials, la religió a Palmira va ser fruit de moltes influències locals i externes, formant el seu panteó principalment per les divinitats procedents de les religions semítiques nord-occidentals, a les quals es van afegir divinitats dels panteons mesopotàmics i àrabs preislàmics.
La principal deïtat prehel·lenística de la ciutat es deia Bol, una abreviatura de Baal (semític nord-occidental). Per això, el temple més important de la ciutat, i santuari nacional dels seus habitants, estava dedicat a ell, com a déu còsmic, benèvol i generós. Allí se celebraven uns banquets 
rituals els menjars dels quals es feien en unió amb la divinitat.
La tríada divina estava composta pel déu celeste i suprem, identificat amb Zeus, Baalshamin, el déu lunar Aglibol i el déu solar Malakbel. Addicionalment, es rendia culte a altres déus, principalment d'ascendència cananea com a Astarté, Baal-hamon o Atargatis; els déus babilònics Nabu i Nergal, o els àrabs Azizos, Arsu, Šams i Al-lāt.

## Traçat
Encara que el jaciment, situat prop de la deu d'Efqa, en la riba sud del uadi al-Qubur, va estar ocupat almenys des del neolític, de l'ocupació posterior només es conserven els primers edificis. Sota l'assentament hel·lenístic es troben restes de la ciutat assíria. Aquest últim estava situat prop de la deu de Efqa, en la riba sud del uadi al-Qubur; les seves residències es van ampliar a la riba nord del uadi durant el segle i. Encara que les muralles de la ciutat tancaven originalment una extensa zona en totes dues ribes del uadi, les muralles reconstruïdes durant el regnat d'Aurelià només envoltaven la secció de la riba nord. La majoria dels projectes monumentals de la ciutat es van construir en la riba nord del uadi, entre ells el temple de Bel, en un tell que va ser l'emplaçament d'un temple anterior (conegut com a temple hel·lenístic). No obstant això, les excavacions donen suport a la teoria que el tell es trobava originalment en la riba sud, i que el uadi es va desviar al sud del tell per a incorporar el temple a l'organització urbana de Palmira de finals del segle i  principis del segle ii a la riba nord.
També al nord del uadi es trobava la Gran Columnata, el carrer principal de Palmira, d'1,1 km de longitud, que s'estenia des del temple de Bel, en l'est, fins al temple funerari núm. 86, en la part occidental de la ciutat. en la part occidental de la ciutat. Tenia un arc monumental en la seva secció oriental, i un tetrapiló en el centre. Les Termes de Dioclecià estaven en el costat esquerre de la columnata En els voltants hi havia residències, el temple de Baalshamin, i les esglésies bizantines, entre les quals es troba la "Basílica IV", l'església més gran de Palmira. datada en època justinianea, les seves columnes tenen una altura estimada de 7 metres i la seva base mesurava 27,5 per 47,5 metres.
En el costat sud de la columnata es van construir el temple de Nabú i el teatre romà. Darrere del teatre hi havia un petit edifici senatorial i la gran àgora, amb les restes d'un triclinium (sala de banquets) i el Tribunal d'Aranzels. Un carrer transversal en l'extrem occidental de la columnata condueix al Camp de Dioclecià, construït per Sosianus Hierocles (governador romà de Síria en el regnat de Dioclecià). A prop es troben el Temple d'Al-lāt i la Porta de Damasc.

## Patrimoni de la Humanitat en perill
Des del 2013, les Ruïnes de Palmira estan inscrites a la llista del Patrimoni de la Humanitat en perill, per la situació de guerra del país, i pels atacs al patrimoni per part de l'Estat Islàmic.
L'any 2015, el 20 de maig, l'Estat Islàmic va entrar a les Ruïnes de Palmira, el 18 d'agost va executar el Director de les excavacions, Khaled al-Asaad de 82 anys, després d'un mes de captiveri, el 30 d'agost l'ISIL va dinamitar el Temple de Baal i el 4 d'octubre va destruir l'Arc de triomf.
El 24 de març del 2016, l'exèrcit sirià va recuperar les ruïnes que estaven en mans de l'Estat Islàmic.